# Герхард Зідль
Герхард Зідль (нім. Gerhard Siedl, 22 березня 1929, Мюнхен — 9 травня 1998, Мюнхен) — німецький футболіст, що грав на позиції нападника. Виступав за збірні Саару і Німеччини.

## Клубна кар'єра
У дорослому футболі дебютував 1951 року виступами за команду клубу «Боруссія» (Нойнкірхен), в якій провів два сезони, взявши участь у 26 матчах чемпіонату.
Згодом з 1953 по 1958 рік грав у складі команд клубів «Саарбрюкен» та «Карлсруе СК».
Своєю грою за останню команду привернув увагу представників тренерського штабу клубу «Баварія», до складу якого приєднався 1958 року. Відіграв за мюнхенський клуб наступні два сезони своєї ігрової кар'єри. Більшість часу, проведеного у складі мюнхенської «Баварії», був основним гравцем атакувальної ланки команди.
На початку 60-х років захищав кольори австрійських клубів «Базель», «Аустрія» (Зальцбург) і голандського АЗ (Алкмар). Завершив професійну ігрову кар'єру в австрійському клубі «Дорнбірн».

## Виступи за збірні
1951 року дебютував в офіційних матчах у складі національної збірної Саару. Протягом кар'єри у національній команді, яка тривала 6 років, провів у формі головної команди країни 16 матчів, забивши 4 голи.
Після влиття Саару до складу ФРН виступав за збірну Німеччини. Протягом трьох років провів 6 матчів, забив 3 голи.

## Статистика
Статистика виступів за збірну:
| Дата       | Місто      | Господарі  | Результат | Гості      | Турнір            | Голи | Примітки |
| ---------- | ---------- | ---------- | --------- | ---------- | ----------------- | ---- | -------- |
| 15/09/1951 | Берн       | Швейцарія  | 2 – 5     | Саар       | товариський матч  | 1    |          |
| 14/10/1951 | Відень     | Австрія    | 4 – 1     | Саар       | товариський матч  | 1    |          |
| 20/04/1952 | Саарбрюкен | Саар       | 0 – 1     | Франція    | товариський матч  | -    |          |
| 05/10/1952 | Страсбург  | Франція    | 1 – 3     | Саар       | товариський матч  | 1    |          |
| 24/06/1952 | Осло       | Норвегія   | 2 – 3     | Саар       | Відбір до ЧС 1954 | -    |          |
| 11/10/1953 | Штутгарт   | ФРН        | 3 – 0     | Саар       | Відбір до ЧС 1954 | -    |          |
| 08/11/1953 | Саарбрюкен | Саар       | 0 – 0     | Норвегія   | Відбір до ЧС 1954 | -    |          |
| 28/03/1954 | Саарбрюкен | Саар       | 1 – 3     | ФРН        | Відбір до ЧС 1954 | -    |          |
| 05/06/1954 | Саарбрюкен | Саар       | 1 – 7     | Уругвай    | товариський матч  | -    |          |
| 26/09/1954 | Саарбрюкен | Саар       | 1 – 5     | Югославія  | товариський матч  | -    |          |
| 17/10/1954 | Ліон       | Франція    | 4 – 1     | Саар       | товариський матч  | -    |          |
| 01/05/1955 | Лісабон    | Португалія | 6 – 1     | Саар       | товариський матч  | -    |          |
| 16/11/1955 | Саарбрюкен | Саар       | 1 – 2     | Нідерланди | товариський матч  | -    |          |
| 01/05/1956 | Саарбрюкен | Саар       | 1 – 1     | Швейцарія  | товариський матч  | 1    |          |
| 03/06/1956 | Саарбрюкен | Саар       | 0 – 0     | Португалія | товариський матч  | -    |          |
| 06/06/1956 | Амстердам  | Нідерланди | 3 – 2     | Саар       | товариський матч  | -    |          |
| Усього     |            | Матчів     | 16        |            | Голів             | 4    |          |

| Дата       | Місто     | Господарі  | Результат | Гості      | Турнір           | Голи | Примітки |
| ---------- | --------- | ---------- | --------- | ---------- | ---------------- | ---- | -------- |
| 03/04/1957 | Амстердам | Нідерланди | 1 – 2     | ФРН        | товариський матч | 1    |          |
| 22/05/1957 | Штутгарт  | ФРН        | 1 – 3     | Шотландія  | товариський матч | 1    |          |
| 04/10/1959 | Берн      | Швейцарія  | 0 – 4     | ФРН        | товариський матч | -    |          |
| 21/10/1959 | Кельн     | ФРН        | 7 – 0     | Нідерланди | товариський матч | 1    |          |
| 08/11/1959 | Будапешт  | Угорщина   | 4 – 3     | ФРН        | товариський матч | -    |          |
| 20/12/1959 | Ганновер  | ФРН        | 1 – 1     | Югославія  | товариський матч | -    |          |
| Усього     |           | Матчів     | 6         |            | Голів            | 3    |          |

## Титули і досягнення
- Володар Кубка Німеччини: 1956, 1957